# 비둘기가 날 때
《비둘기가 날 때》(영어: Flight of the Doves)는 1971년에 개봉한 영국의 가족 영화이다. 랠프 넬슨이 연출했으며, 론 무디, 잭 와일드, 도러시 맥과이어 등이 출연하였다. 아일랜드 소설가 월터 매컨이 1967년에 펴낸 동명 소설이 원작이며, 아일랜드를 배경으로 하고 촬영도 아일랜드에서 진행되었다.

## 출연진
- 론 무디 - 존 시릴 더브 "호크" / 맥스웰 퍼던 / 울컷 경감 / 헤더 마블스톤 양 / 더멋 코커런 역
- 잭 와일드 - 핀 더브 역
- 도러시 맥과이어 - 메리 매그덜린 세인트브리짓 오플래허티 "할머니" 역
- 스탠리 홀러웨이 - 펜턴 리피 판사 역
- 헬렌 레이 - 더벌 더브 역
- 윌리엄 러슈턴 - 터바이어스 크롬웰 "토비 삼촌" 역
- 브렌던 오라일리 - 마이클 로아크 경위 역
- 다나 - 실라 오라이언 역
- 존 멀로이 - 믹서 역
- 노엘 퍼셀 - 랍비 역
- 배리 키건 - 파우더 오라이언 역
- 니얼 토빈 - 조 오케이시 경사 역 (크레디트 미기재)
- 에밋 버긴 - 패디 역 (크레디트 미기재)
- 팻 래펀 - 인터뷰어 역 (크레디트 미기재)
- 로버트 리에티 - 아일랜드 공항 텔레비전 인터뷰어 역 (목소리, 크레디트 미기재)

## 우리말 녹음
KBS 성우진
- 장광 - 존 시릴 더브 (론 무디)
- 주희 - 더벌 더브 (헬렌 레이)
- 한수경 - 핀 더브 (잭 와일드)
- 황원 - 토비 크롬웰 (윌리엄 러슈턴)
- 임종국 - 리피 판사 (스탠리 홀러웨이)
- 김정희 - 할머니 (도러시 맥과이어)
- 송두석 - 마이클 로아크 경위 (브렌던 오라일리)
- 이강룡 - 경찰 (조 케이힐)
- 김정경 - 클럽 주인 (브렌던 콜드웰) / 밀수꾼 (존 호이)
- 임은정 - 실라 (다나)
- 김창주 - 랍비 (노엘 퍼셀) / 실라의 아버지 (배리 키건)
- 안종익 - 경찰 (존 멀로이)
- 김태웅 - 경찰 (니얼 토빈) / 기자 (팻 래펀)
- 함수정 - 상인 (클레어 멀런)
- 박홍식 - 방송 앵커 (로버트 리에티)